# Stenocercus varius
Stenocercus varius — вид ігуаноподібних ящірок родини Tropiduridae. Ендемік Еквадору.

## Поширення і екологія
Stenocercus varius мешкають в Еквадорських Андах, у верхніх долинах річок Бланко і Тоачі в провінціях Котопахі і Пічинча. Вони живуть у вологих гірських тропічних лісах та на узліссях, на висоті від 1460 до 3169 м над рівнем моря.

## Збереження
МСОП класифікує цей вид як такий, що перебуває під загрозою зникнення. Stenocercus varius загрожує знищення природного середовища.